# 威廉·哈维尔
威廉·哈维尔（英語：William Harvell，1907年9月25日—1985年5月13日），英国男子自行车运动员。他曾代表英国参加1932年夏季奥林匹克运动会自行车比赛，获得男子团体追逐赛铜牌。